# Albizia rhombifolia
Albizia rhombifolia är en ärtväxtart som beskrevs av George Bentham. Albizia rhombifolia ingår i släktet Albizia och familjen ärtväxter. Inga underarter finns listade i Catalogue of Life.